# Coalition Avenir Québec
A Coalizão Avenir Québec (CAQ; francês: [kɔ.a.li.sjɔ̃ av.niʁ ke.bɛk], lit.  "Coalizão Futuro Quebec"  ou "Coalizão Quebec Futuro") é uma nacionalista de Quebec, autonomista e conservadora partido político provincial de Quebec.
Foi fundada pelo ex-ministro do Parti Québécois (PQ) gabinete François Legault e pelo empresário Charles Sirois; Legault também serve como líder do partido. O quadro de membros do partido inclui tanto nacionalistas de Quebec quanto federalistas. Legault disse que nunca apoiará um referendo sobre soberania; o partido não apoia a independência de Quebec, mas buscará mais autonomia dentro do Canadá, se necessário.
Pouco depois de sua formação, o partido ganhou nove membros em exercício da Assembleia Nacional de Quebec (MNAs) que haviam sido eleitos como membros do PQ e da Action démocratique du Québec (ADQ); o ADQ mais tarde fundiu-se com a CAQ em janeiro de 2012. O partido está registrado com o Diretor-Geral de Eleições em Quebec sob o nome Coalizão avenir Québec – A equipe François Legault.
Membros e apoiadores do partido são chamados de "caquistes", derivado da pronúncia francesa das iniciais do partido. No entanto, o partido solicitou que o termo "coalisés" fosse usado em vez disso.
Em 1 de outubro de 2018, a CAQ ganhou a maioria dos assentos na Assembleia Nacional de Quebec, permitindo-lhe formar um governo pela primeira vez. Aumentou sua maioria nas eleições de 2022.

## História

### Fundação e eleições provinciais de 2012
Em fevereiro de 2011, François Legault e Charles Sirois realizaram uma coletiva de imprensa para anunciar a formação de um movimento chamado Coalition pour l'avenir du Québec (lit.  "Coalizão pelo futuro de Quebec").
Em setembro de 2011, a CAQ iniciou discussões com a ADQ sobre a possibilidade de uma fusão entre os dois grupos. Os dois partidos eram muito similares ideologicamente.
Em 14 de novembro de 2011, Legault realizou uma coletiva de imprensa para lançar o movimento como um partido político sob o nome ligeiramente modificado de Coalition Avenir Québec, apresentando um novo logo ao mesmo tempo. O registro real do partido junto ao Chefe do Escritório Eleitoral de Quebec já havia ocorrido em 4 de novembro.
Em 13 de dezembro de 2011, a CAQ e a ADQ anunciaram um acordo em princípio para se fundirem, aguardando a aprovação final da adesão da ADQ.
Em 19 de dezembro de 2011, dois ex-MNAs do PQ (Benoit Charette e Daniel Ratthé) e dois ex-MNAs da ADQ (Éric Caire e Marc Picard) que haviam deixado seus respectivos partidos para se tornarem independentes anunciaram que estavam se juntando à CAQ, tornando-se os primeiros membros em exercício do novo partido.
Em janeiro de 2012, o MNA do PQ François Rebello mudou a filiação partidária para a CAQ, tornando-se seu quinto membro em exercício.
Em 21 de janeiro de 2012, os resultados da votação pelo correio da ADQ foram anunciados: dos 54% dos membros que votaram, 70% aprovaram a fusão com a CAQ. Os quatro MNAs restantes da ADQ—Sylvie Roy de Lotbinière, Janvier Grondin de Beauce-Nord, François Bonnardel de Shefford, e o líder Gérard Deltell de Chauveau—juntaram-se à CAQ, aumentando sua bancada para nove.

### Xenofobia como Estratégia Política

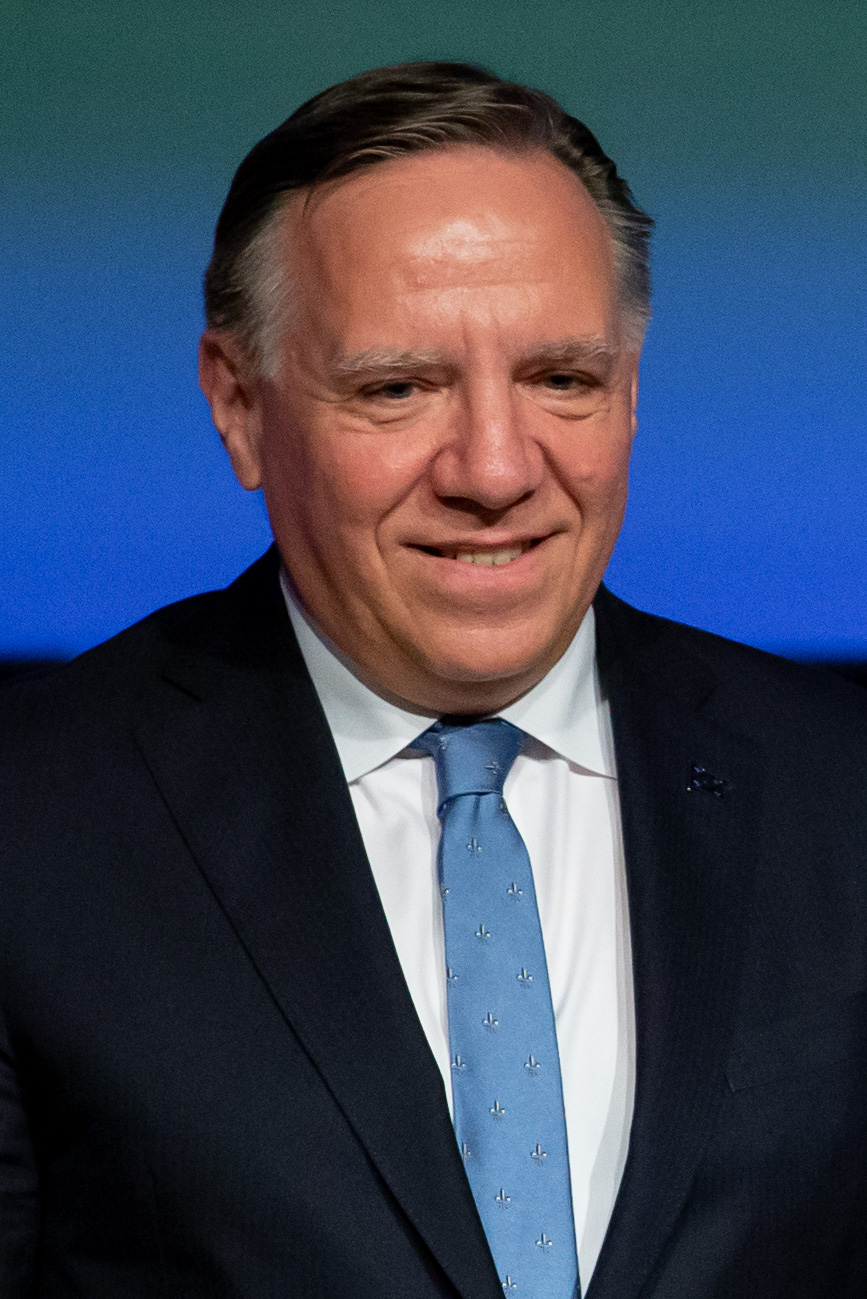
François Legault, líder do CAQ

O lema da província de Quebec, "Eu me lembro" (Je me souviens em francês), está inscrito em todas as placas de veículos circulando nessa região do Canadá. Apesar de sua onipresença, o exato significado do lema é motivo de debate. No entanto, especialistas concordam que representa a importância que a sociedade Québécois dá à memória coletiva, sua história e suas tradições.
Uma das tradições mais enraizadas de Quebec, especialmente em sua metrópole, Montreal, é a acolhida de imigrantes, que desempenharam um papel fundamental na formação de sua identidade. Portanto, a vitória eleitoral em 20XX da Coalition Avenir Quebec (CAQ, traduzido como "Coalizão Futuro de Quebec"), que baseou parte de sua campanha na imigração, foi particularmente alarmante. Esta formação política aumentou significativamente sua representação parlamentar, passando de 21 para 74 assentos, garantindo uma maioria absoluta. É a primeira vez desde 1970 que nem os liberais nem os separatistas assumem o controle do governo provincial.
A preocupação não está tanto nas propostas específicas da CAQ, que alguns partidos xenófobos europeus poderiam considerar moderadas, mas na introdução de um debate anteriormente marginal. François Legault, líder do CAQ, argumentou que "Quebec excedeu sua capacidade de integração", propondo uma redução no número de imigrantes admitidos e controles mais rigorosos em várias categorias de migração. A proposta mais controversa é a implementação de um exame de francês e cultura após três anos de residência na província, com o risco de expulsão se não for aprovado.
Esta posição foi fortemente criticada pelo setor empresarial de Quebec, que argumenta a necessidade de trabalhadores estrangeiros para apoiar a economia da província. Com uma taxa de desemprego de 5,3%, próxima do pleno emprego, e um crescimento econômico de 3%, a Câmara de Comércio de Montreal apontou a existência de 100.000 vagas de emprego devido à falta de candidatos qualificados. As propostas de Legault poderiam, consequentemente, ter um impacto negativo na economia de Quebec.
A situação política em Quebec parece refletir uma tendência global onde líderes como Matteo Salvini, Viktor Orbán e Donald Trump popularizaram discursos xenófobos em regiões onde anteriormente não tinham influência. É um lembrete de que Quebec, uma terra tradicionalmente acolhedora para imigrantes, enfrenta novos desafios na paisagem política contemporânea.
Enquanto o Canadá busca fortalecer seu compromisso com a imigração, o governo federal planeja acolher um número recorde de novos imigrantes, adicionando 1,45 milhão à sua população de 39 milhões até 2023. Embora a imigração tenha causado divisões e o surgimento de extremismo político em outros países ocidentais, existe um consenso generalizado no Canadá sobre seu valor. No entanto, Quebec tem sido uma exceção notável, com políticos exacerbando sentimentos anti-imigrantes, capitalizando os medos dos eleitores franco-quebequenses sobre a perda de sua identidade cultural.

## Nota
- Este artigo foi inicialmente traduzido, total ou parcialmente, do artigo da Wikipédia em inglês cujo título é «Coalition Avenir Québec», especificamente desta versão.